# Avertisment pentru liniștea planetei
Avertisment pentru liniștea planetei este o colecție de povestiri științifico-fantastice editată de Constantina Paligora. A apărut în 1985 în colecția Fantastic Club a editurii Albatros. 

## Cuprins
Volumul conține 25 de povestiri și o postfață a editorului Constantina Paligora.
1. Rodica Bretin - „Ultimul gdar”
2. Ovidiu Bufnilă - „Trei pisici albe pe acoperiș”
3. Aurel Cărășel - „Colonie pentru o mie de ani”
4. George Ceaușu - „Atacul gondronilor”
5. Dorin Davideanu - „Crenelurile”
6. Silviu Genescu - „Stigmatul”
7. Ștefan Ghidoveanu - „Sub cupolă”
8. Mircea Liviu Goga - „Învățătorul”
9. Mihail Grămescu - „Nike”
10. Răzvan Haritonovici - „Poate... mâine... Iva”
11. Radu Honga - „Un soldat perfect”
12. Cătălin Ionescu - „Vitrina interzisă ”
13. Lucian Ionică - „Spici”
14. Marcel Luca - „Lacul păsării Wandoo”
15. Victor Martin  - „Întâmplare obișnuită pe neobișnuita planetă Agidia”
16. Dan Merișca și Doru Pruteanu - „Omul cel tăcut, inelul și fata blondă” (povestire apărută în 1983, în Alfa: O antologie a literaturii de anticipație românești)
17. Lucian Merișca - „Deratizare”
18. Liviu Paciugă - „Atac de cord”
19. Mirela Paciugă - „Carnaval”
20. Gheorghe Păun - „Păianjenii”
21. Viorel Pîrligras - „Între nasturi”
22. Anghel Th. Popescu - „Umbra care ucide”
23. Marius Stătescu - „Cerul era senin” (povestire apărută în 1974, în Întîmplări din veacul XXI)
24. Alexandru Ungureanu - „Artele marțiale moderne”
25. Dănuț Ungureanu - „Generalul”
26. Postfață  de Constantina Paligora

## Legături externe
- Avertisment pentru liniștea planetei la isfdb.org

## Vezi și
- 1985 în literatură
- Lista cărților științifico-fantastice publicate în România
- Lista volumelor publicate în Colecția Fantastic Club
- Lista antologiilor de povestiri științifico-fantastice românești